# Wayne Millner
Wayne „Double L“ Millner (* 31. Januar 1913 in Roxbury, Massachusetts; † 19. November 1976 in Arlington, Virginia) war ein US-amerikanischer American-Football-Spieler und -Trainer in der National Football League (NFL).

## Spielerlaufbahn

### College
Wayne Millner spielte bereits auf der Highschool American Football und wurde in die All-State-Auswahlmannschaft gewählt. Von 1933 bis 1935 studierte er an der University of Notre Dame und spielte dort bei den Notre Dame Fighting Irish Collegefootball. Trainer bei den Fighting Irish war 1933 Hunk Anderson, der 1934 durch Elmer Layden ersetzt wurde. Millner spielte, wie damals üblich, auf verschiedenen Positionen, kam jedoch in der Regel auf der Position eines Ends zum Einsatz. 1935 spielte Millner mit seiner Mannschaft gegen die gleichfalls in diesem Jahr noch ungeschlagene Mannschaft der Ohio State University. Das Spiel wird noch heute als das beste Collegefootballspiel der ersten Hälfte des 20. Jahrhunderts bezeichnet. Die Fighting Irish lagen bereits 13:0 zurück, als die Mannschaft aus South Bend das Spiel noch drehte. Sie erzielte dabei drei Touchdowns. Den zweiten Touchdown für sein Team erzielte Millner zwei Minuten vor Spielende; 32 Sekunden vor Spielschluss konnte er mit einem Passfang das entscheidende 18:13 erzielen.

### Profifootballspieler
Im Jahr 1936 wurde Millner von den Boston Redskins in der achten Runde an 65. Stelle gedraftet. Millner galt nicht als der beste End seiner Zeit, Don Hutson wurde als der bessere Passfänger angesehen. Dem standen allerdings die Fähigkeiten von Millner gegenüber seinen Körper zum freiblocken seiner Mitspieler, wie dem Halfback Cliff Battles einzusetzen. Darüber hinaus wurde Millner auch in der Defense eingesetzt und konnte auch dort überzeugen.
Seine Mannschaft konnte 1936 in das NFL-Meisterschaftsspiel einziehen, musste sich aber den Green Bay Packers mit 21:6 geschlagen geben. 1937 zog die Mannschaft nach Washington, D.C. um und konnte erneut in das Endspiel einziehen. Den Meistertitel konnte man schließlich mit einem 28:21-Sieg gegen die Chicago Bears gewinnen. Millner konnte in diesem Spiel zwei Touchdownpässe von Quarterback Sammy Baugh fangen und trug so maßgeblich zum Sieg seiner Mannschaft bei. Auch in der Saison 1940 konnte man erneut in das Endspiel einziehen, musste sich aber den Bears mit einer deutlichen 73:0-Niederlage geschlagen geben. 1942 erfolgte dann Wayne Millners vierter Einsatz in einem Endspiel. Die Redskins bezogen allerdings erneut eine Niederlage. Die Bears gewannen diesmal mit 14:6. Nachdem Millner 1943 und 1944 seinen Wehrdienst bei der U.S. Navy abgeleistet hatte, lief er 1945 nochmals für ein Jahr für die Redskins auf. Nach seiner vierten Niederlage in einem Endspiel gegen die Cleveland Browns mit 15:14, beendete er seine Spielerlaufbahn.

## Footballtrainer
Millner war 1945 zunächst auch als Assistenztrainer seiner Mannschaft tätig und behielt diese Funktion bis 1948 bei. Danach wechselte er als Assistenztrainer zu den Philadelphia Eagles und übernahm dort im Laufe des Jahres 1951 das Amt des Head Coaches, welches er allerdings 1952 aus gesundheitlichen gründen wieder abgeben musste. Er kehrte als Assistenztrainer bis 1957 zu den Redskins zurück und hatte diese Position danach bis 1963 an der Hardin-Simmons University inne. Nach einem Herzinfarkt zog er sich aus dem Trainergeschäft zurück und arbeitete als Scout für die Baltimore Colts, für die Eagles und die Redskins. 1973 war er für ein Jahr Assistenztrainer bei einem Team der nur zwei Jahre existenten World Football League. Er starb 1976 an einem Herzinfarkt und wurde auf dem National Memorial Park in Falls Church beerdigt.

## Ehrungen
Millner wurde zweimal zum All-Pro gewählt. Er ist Mitglied in der College Football Hall of Fame, in der Pro Football Hall of Fame und im NFL 1930s All-Decade Team.